# Championnat de Suisse de football 1898-1899
Navigation
Édition précédente Édition suivante
La 2e édition du championnat de Suisse de football est remportée par l'Anglo-American Club Zurich. 
Le championnat est divisé en trois groupes régionaux. Les vainqueurs des groupes se qualifient pour la phase finale. Si les matchs restants ne sont plus décisifs pour une place en finale, ils ne sont pas joués.

## Les clubs de l'édition 1898-1899
| Club                               | Ville     |
| ---------------------------------- | --------- |
| Anglo-American Club Zurich         | Zurich    |
| BSC Old Boys                       | Bâle      |
| Lausanne Football and Cricket Club | Lausanne  |
| FC Bâle                            | Bâle      |
| FC Neuchâtel                       | Neuchâtel |
| FC Yverdon                         | Yverdon   |
| FC Zurich                          | Zurich    |
| Genève United                      | Genève    |
| Grasshopper-Club Zurich            | Zurich    |

## Compétition

### Matchs

#### Groupe Est
| Équipe 1                   | Résultat | Équipe 2                |
| -------------------------- | -------- | ----------------------- |
| Anglo-American Club Zurich | 3 - 3    | Grasshopper-Club Zurich |
| Anglo-American Club Zurich | 2 - 1    | Grasshopper-Club Zurich |
| Anglo-American Club Zurich | 5 - 0    | FC Zurich               |

L'Anglo-American Club Zurich se qualifie pour la phase finale.

#### Groupe Centre
| Équipe 1     | Résultat | Équipe 2 |
| ------------ | -------- | -------- |
| BSC Old Boys | 1 - 1    | FC Bâle  |
| BSC Old Boys | 2 - 1    | FC Bâle  |

Le BSC Old Boys se qualifie pour la phase finale.

#### Groupe Ouest
| Équipe 1       | Résultat | Équipe 2      |
| -------------- | -------- | ------------- |
| FC Yverdon     | 2 - 0    | FC Neuchâtel  |
| Lausanne FC&CC | 4 - 0    | Genève United |
| Lausanne FC&CC | 6 - 2    | FC Yverdon    |

#### Phase finale
La phase finale consiste en une triangulaire opposant le BSC Old Boys, le Lausanne FC&CC et l'Anglo-American Club Zurich. Les Anglais du Lausanne FC&CC refusent de jouer le dimanche, le club est donc disqualifié. Le match entre le BSC Old Boys et l'Anglo-American Club Zurich est donc la finale de ce championnat.
| Équipe 1                   | Résultat | Équipe 2     | Date et lieu           |
| -------------------------- | -------- | ------------ | ---------------------- |
| Anglo-American Club Zurich | 7 - 0    | BSC Old Boys | 12 mars 1899, à Zurich |

L'Anglo-American Club Zurich est sacré champion de Suisse.

## Bilan de la saison
| Championnat de Suisse de football 1898-1899 |                                        |
| Champion                                    | Anglo-American Club Zurich (1er titre) |
| Qualifications continentales                |                                        |
| Promotions et relégations                   |                                        |
| Promus en première division                 | aucun                                  |
| Relégués en deuxième division               | aucun                                  |